# Попов, Яков Козьмич
 Яков Козьмич Попов  (9 октября 1844 года — 1918 год) — генерал-лейтенант (1905), начальник Ижевского оружейного завода.

## Биография
Происходил из дворян Черниговской губернии. Родился 9 октября 1844 года. Образование получил в Полоцком кадетском корпусе и в Михайловском артиллерийском училище. Затем окончил курс наук в Михайловской артиллерийской академии по первому разряду. 23 мая 1864 года был определён подпоручиком в 9 артиллерийскую бригаду.
2 сентября 1865 года был назначен исполняющим должность бригадного квартирмейстера. 22 мая 1869 года зачислен по полевой пешей артиллерии, с назначением в распоряжение исполнительной комиссии по перевооружению армии. 30 июля 1870 года переведён в гвардейскую конную артиллерию.
18 мая 1871 года командирован для проверки правильности обращения со скорострельными пушками. 12 февраля 1872 года был назначен заведующим мастерской Васильевского гильзового отдела Санкт-Петербургского патронного завода. 23 сентября 1873 года был переведён в Санкт-Петербургский патронный завод.
24 марта 1876 года был назначен помощником начальника Васильевского отдела того же завода. 14 мая 1882 года был назначен помощником начальника литейного гильзового отдела. 8 сентября того же года стал штаб-офицером для особых поручении при Петербургском патронном заводе, с зачислением по гвардейской пешей артиллерии.
26 апреля 1883 года назначен исполняющим должность начальника гильзового отдела патронного завода. 8 апреля 1884 года произведен в полковники. 19 августа был назначен председателем патронной проверочной комиссии. С 10 декабря 1891 года был совещательным членом артиллерийского комитета главного артиллерийского управления.
21 ноября 1894 года произведён в генерал-майоры, с назначением начальником Ижевского оружейного завода.
В октябре 1895 года женился на Вере Евстафьевне Богдановской. Через полгода она погибла в результате неудачного химического опыта.
12 июля 1896 года Яков Кузьмич был отчислен от должности, с зачислением в запас полевой пешей артиллерии.
18 апреля 1900 года вновь был назначен на службу в распоряжение военного министра, с зачислением по полевой пешей артиллерии.
17 апреля 1905 года был произведен в генерал-лейтенанты. Скончался в 1918 году.

## Награды
- Орден Святой Анны 3-й ст. (1880)
- Орден Святого Владимира 4-й ст. (1890)
- Орден Святого Станислава 2-й ст. (1893)
- Орден Святого Владимира 3-й ст. (1901)
- Орден Святого Станислава 2-й ст. (1904)